# Karl Adolf August von Eben und Brunnen

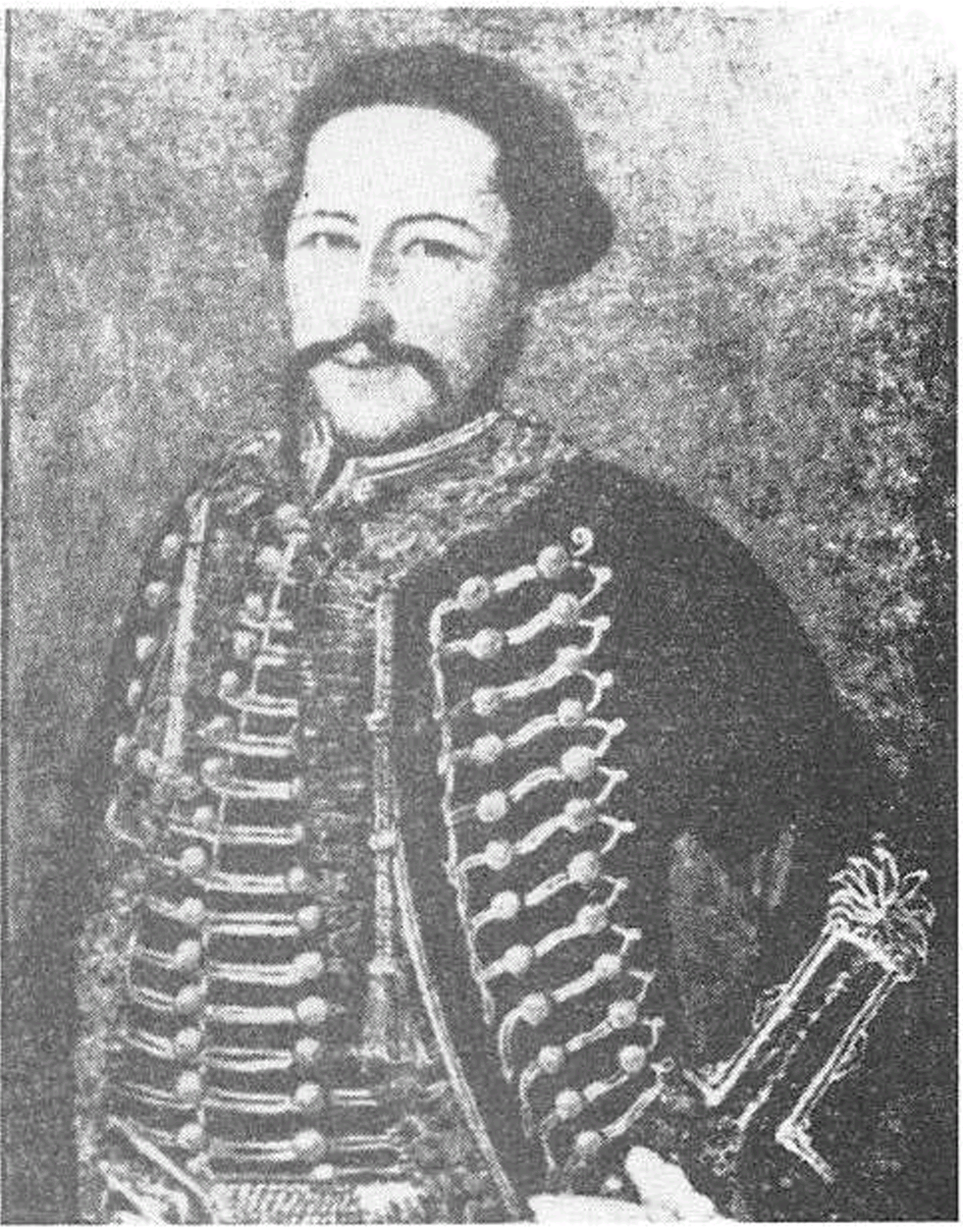
Karl Adolf August von Eben und Brunnen (Bildarchiv des Korb’schen Sippenarchivs; Bild-Nr. 21225)

Karl Adolf August Freiherr von Eben und Brunnen (* März 1734 in Eisdorf, Weichbild Namslau, Fürstentum Breslau; † 20. Juni 1800 in Wallwitz, Kreis Freystadt, Niederschlesien) war preußischer General und Chef des Husaren-Regimentes H 2.

## Leben

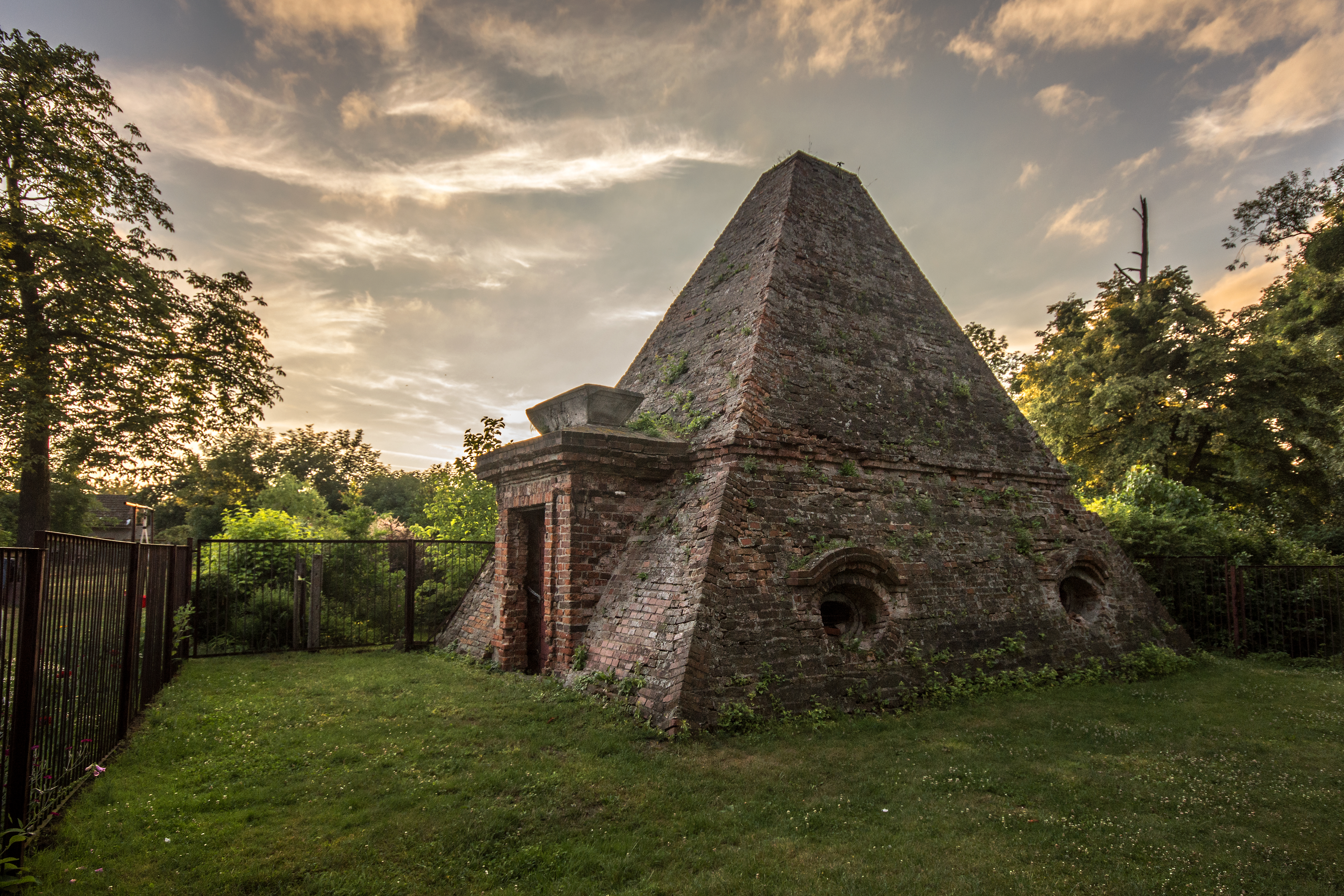
Mausoleum der Eben

Karl Adolf August entstammte der Familie von Eben und Brunnen. Seine Eltern waren der kaiserlich königliche Grenadierleutnant Hans Adolf von Eben und Brunnen (* 8. Juli 1708; † 16. Mai 1789) und dessen Ehefrau Eleonore Elisabeth von Naefe (* 1709; † 1. April 1740). 1768 heiratete er die Tochter des Husaren-Generals Christian Möhring, Sophie Luise von Möhring (* Dezember 1744) Erbin von Wallwitz, Zäcklau und Fürstenau.
Von 1795 bis 1800 lebte er im Ruhestand als Erbherr auf Wallwitz, Fürstenau, Zäcklau und Ober-Rosen. Kurz nach dem Tod seiner Ehefrau Sophie Luise von Möhring am 4. Mai 1800 in Wallwitz starb auch Karl Adolf August von Eben und Brunnen. Er wurde 1800 in dem 1780 fertiggestellten Pyramiden-Grab zu Ober-Rosen beigesetzt. Das Grab wurde 1780 von Carl Gotthard Langhans gebaut. Ihr Sohn Adolf Christian Friedrich (1773–1832) war 1809 königlich portugiesischer Gouverneur von Setuval, 1814 königlich englischer Oberst.

## Militärische Karriere
1751 trat von Eben und Brunnen als Estandartenjunker in die Preußische Armee ein und diente zunächst im Husarenregiment von Wartenberg (H 3). Am 2. Dezember 1756 erfolgte die Ernennung zum Kornett im Leib-Kürassierregiments (K 3).
Karl Adolf August von Eben und Brunnen nahm 1756 bis 1763 am Siebenjährigen Krieg teil und kämpfte in den Schlachten von Lobositz, Prag, Kolin, Kunersdorf, Roßbach und Freiberg.
Am 3. März 1758 wechselte er als Kornett zum neu gegründeten Husarenkorps von Belling (H 9 – ab 1763 H 8). Am 6. März 1758 wurde er dort zum Premierlieutenant, am 9. März 1760 zum Stabsrittmeister ernannt. Nach einer Zwischenstufe als Rittmeister und Eskadronchef (Ernennung am 16. Mai 1760) wurde er am 31. Juli 1761 zum Major befördert.
Am 6. August 1778 wurde er zum Obristlieutenant ernannt und nahm in diesem Rang 1778 bis 1779 am Bayerischen Erbfolgekrieg gegen Österreich teil. Seit dem 28. Oktober 1783 war er Kommandeur des Husarenregiments von der Schulenburg (H 8) und wurde am 20. Mai 1785 zum Oberst befördert. Der Ernennung zum Chef des Leibhusaren-Regiments von Zieten (H 2) am 1. März 1786 folgte am 2. Juli 1786 die Ernennung zum Generalmajor durch Friedrich den Großen.
1792 und 1793 nahm er an einem Feldzug gegen Frankreich teil und wurde während des Krieges am 4. Januar 1793 zum Generallieutenant befördert. Am 13. Dezember 1793 wurde er von der Teilnahme an weiteren Feldzügen befreit und am 28. Dezember 1794 mit 1200 Talern Pension in den Ruhestand versetzt.

## Auszeichnungen
- 6. August 1778 Ritter des Ordens Pour le Mérite (Gefecht bei Gabel)
- 15. August 1793 Ritter des Roter Adlerordens